# Petriejev muzej egipčanske arheologije
Petriejev Muzej egipčanske arheologije je del Univerzitetnega kolidža v Londonu (UCL). Muzej ima zbirko več kot 80.000 eksponatov, zato spada med vodilne svetovne muzeje z zbirkami egipčanskih in sudanskih starin  Poimenovan po egiptologu Flindersu Petrieju.

## Zgodovina
Muzej je leta 1892 ustanovil Univerzitetni kolidž v Londonu kot učni pripomoček za svoj prav takrat ustanovljeni Oddelek za egipčansko arheologijo in filologijo. Začetno zbirko je muzeju poklonila pisateljica Amelia Edwards.
Prvi profesor arheologije William Matthew Flinders Petrie je opravil veliko pomembnih izkopavanj in leta 1913 svojo zbirko egipčanskih starin prodal Univerzitetnemu kolidžu. Njegova zbirka je pretvorila muzej v enega od vodilnih egipčanskih muzejev izven Egipta. Petri je, med drugim, raziskoval tudi pokopališča iz rimskega obdobja Egipta v Havari, znani po portretih mumij v klasičnem rimskem slogu, Amarni, mestu faraona Ehnatona, in prvo pravo piramido v Meidumu, kjer je odkril nekaj najzgodnejših dokazov za mumificiranje.
Zbirka in knjižnica sta bili urejeni na galerijah znotraj univerze. Leta 1915 je bil objavljen prvi vodič. Obiskovalci muzeja so bili sprva samo študenti in akademiki.
Petrie se je upokojil leta 1933. Njegovi nasledniki so muzejsko zbirko še naprej širili z najdbami iz Egipta in Sudana. Med drugo svetovno vojno (1939–1945) so zbirko zaradi varnosti preselili iz Londona in jo v 1950. letih vrnili na sedanje mesto ob Znanstveni knjižnici UCL.

## Opis
Muzej je na Malet Place v bližini Gower Street in Univerzitetnega kolidža v Londonu. Muzej je odprt od torka do sobote od 13.-17. ure. Vstopnine ni. V preostalem času je na razpolago samo študentom in raziskovalcem.
Muzej ima svoj izobraževalni program za odrasle in družine. Klub prijateljev muzeja omogoča  svojim članom udeležbo na predavanjih, muzejskih seminarjih, ekskurzije v Egipt, obiske egipčanskih zbirk in družabnih srečanj in drugo.

### Organizacija in zbirke
Muzej je razdeljen na tri galerije. V glavni galeriji je veliko drobnih predmetov, popisanih tablic, portretov mumij in posod. V drugi galeriji je predvsem lončenina. Tretja je ob stopnišču, ki vodi do zasilnega izhoda. Nekateri eksponati so občutljivi na svetlobo, zato prostori z njimi niso osvetljeni. Za njihov ogled so na razpolago baterijske svetilke. 
Zbirka je digitalizirana, zato se po katalogih lahko brska preko spleta.

### Pomembne starine
Zbirka vsebuje nekaj izjemnih starin: enega od najstarejših kosov platna iz Egipta (okoli  5000 pr. n. št.), dva leva iz Minovega templja v Koptosu (okoli 3000 pr. n. št.), fragment prvega seznama kraljev ali koledarja (okoli 2900 pr. n. št.), najstarejši primerek kovine iz Egipta, prvi obdelani železni koraldi, najstarejši primerek glazure, najstarejši valjast pečatnik (okoli 3500 pr. n. št.),  najstarejšo oporoko na papirusu, najstarejši rodoslovni papirus, edini veterinarski papirus iz Egipta in najstarejšo arhitekturno risbo svetišča (okoli 1300 pr. n. št.).
Drug pomemben del zbirke so oblačila: edinstvena obleka plesalke iz piramidnega obdobja (okoli 2400 pr. n. št.), dve obleki z dolgimi rokavi iz istega obdobja, oklep iz palače v Memfisu ter nogavice in sandale iz rimskega obdobja. Zbirka vsebuje tudi umetniška dela iz Ehnatonovega mesta Amarna, pisane ploščice ter rezbarije in freske iz mnogo drugih pomembnih egipčanskih in nubijskih naselij in grobišč. Muzej hrani največjo svetovno zbirko portretov mumij iz rimskega obdobja (1.-2. stoletje n. št.).
Zbirka vsebuje tudi gradivo iz koptskega in islamskega obdobja Egipta.
V muzeju je obsežen arhiv, vključno z zapisniki o izkopavanjih, korespondenco in fotografijami v zvezi z izkopavanji, ki jih vodi Flinders Petrie. Poleg tega so v arhivu tudi vsi dokumenti, povezani z delitvijo najdb na terenu med letoma 1887 in 1949  med muzeje po vsem svetu.

## Ugled
Muzejska zbirka z več kot 80.000 predmetov spada med največje zbirke egipčanskega in sudanskega gradiva. Večje in dragocenejše zbirke imajo samo Kairski muzej, Britanski muzej in Egipčanski muzej v Berlinu.

## Katalog
Leta 2015 je Petriejev muzej v sodelovanju z UCL objavil katalog z naslovom The Petrie Museum of Egyptian Archaeology: Characters and Collections. Delo več avtorjev je uredila Alice Stevenson. Katalog je dostopen v tiskani obliki ali računalniški obliki preko spleta.